# Polyalthia suberosa
Polyalthia suberosa là loài thực vật có hoa thuộc họ Na. Loài này được (Roxb.) Thwaites miêu tả khoa học đầu tiên năm 1864.